# Palliativmedizinische Komplexbehandlung
Die Palliativmedizinische Komplexbehandlung ist eine 2005 eingeführte Gruppe von Prozedurcodes, die Krankenhäuser ansetzen können, die nach dem deutschen DRG-System abrechnen.
Der OPS-2017 ist 8-982.x (x steht für eine Ziffer 0-3 und bildet grob die Behandlungsdauer ab). Ab einer bestimmten Behandlungsdauer (gegenwärtig 7 Tage) erhalten die Krankenhäuser dafür ein Zusatzentgelt neben der normalen Behandlungspauschale. Diese Entgelte sollen die höheren Kosten ausgleichen, die eine patientengerechte Palliativmedizin verursacht, vor allem den höheren Personalaufwand.
„Palliativmedizin“ ist dabei definiert als Behandlung ohne Heilungsziel, zur Symptomlinderung von Schwerkranken mit begrenzter Lebenserwartung – sie betrifft also nicht nur die Betreuung von Sterbenden.
Die geforderten Leistungsinhalte einer PKB sind im Prozedurenschlüssel aufgeführt. Mindestens ein Facharzt für Palliativmedizin und speziell weitergebildetes Pflegefachpersonal sind Voraussetzung. Es müssen schriftlich ein standardisiertes Basis-Assessment, ein individueller wöchentlich überprüfter Behandlungsplan, und pro Woche mindestens sechs Stunden aus mindestens zwei der folgenden Behandlungen dokumentiert werden: Sozialarbeit, Psychotherapie, Physiotherapie, Kunst-/Musiktherapie, Entspannungstherapie, und Patienten-/Angehörigengespräche.
Die Zusatzentgelte liegen zwischen 1.322 € (mindestens sieben Tage behandelt) und 3.354 € (mindestens 21 Tage).
8-98e.x (spezialisierte stationäre PKB) und 8-98h (spezialisierte PKB durch einen Palliativdienst) sind für besonders spezialisierte palliativmedizinische Krankenhausabteilungen gedacht, und stellen entsprechend höhere Ansprüche an die Personalqualifikation und apparative Ausstattung. Gegenwärtig (2017) sind die dafür vorgesehenen Zusatzentgelte noch nicht betragsmäßig festgelegt; sie werden krankenhausindividuell verhandelt.